# Georges Thierry d'Argenlieu
Georges Thierry d'Argenlieu (phát âm tiếng Việt: Đác-giăng-li-ơ) (1889-1964) là một nhà ngoại giao và đô đốc người Pháp. Ông là một trong những lãnh đạo của Lực lượng Pháp tự do và Hải quân Pháp tự do (Forces navales françaises libres). Ông cũng là một trong những nhân vật đóng vai trò quan trọng làm bùng nổ cuộc Chiến tranh Đông Dương với vai trò Tổng cao ủy Pháp đầu tiên tại Đông Dương. Ông còn là một giáo sĩ nổi tiếng với danh hiệu Louis de la Trinité.

## Thân thế và bước đầu binh nghiệp
Ông sinh ngày 7 tháng 8 năm 1889 tại Brest (Pháp). Thân phụ của ông, Olivier Thierry d’Argenlieu, là một Tổng giám sát Hải quân. Vì vậy, theo truyền thống gia đình, sau khi tốt nghiệp trung học tại Collège Stanislas (Paris) và Lycée Saint-Charles (Saint-Brieuc), ông gia nhập École navale (Học viện Hải quân) ở tuổi 17.
Sau khi tốt nghiệp năm 1911, ông được phong hàm Trung úy Hải quân (Enseigne de vaisseau de 1re classe) và phục vụ như một Thủy thủ trưởng (midshipman) trên tàu Du Chayla. Ông tham gia các chiến dịch ở Maroc và nhận được Bắc đẩu bội tinh bởi thành tích của mình năm 1912. Thời gian phục vụ ở Maroc ông kết bạn với Tổng trú sứ Hubert Lyautey, người về sau được phong là Thống chế Pháp. Việc quen biết Lyautey ảnh hưởng đến tiền đồ sau này của d'Argenlieu.

## Thế chiến thứ nhất
Trong Thế chiến thứ nhất, ông công tác tại chiến trường Địa Trung Hải.

## Cao ủy Đông Dương
Tháng 8 năm 1945 Đề đốc (vice-amiral) D'Argenlieu được cử làm Cao ủy Pháp tại Đông Dương, chức vụ mới lập thay thế danh hiệu Toàn quyền Đông Dương cũ. Ông được thăng Phó đô đốc (vice-amiral d'escadre) tháng 3 năm 1946 và Đô đốc (admiral) chỉ 3 tháng sau đó. Đến tháng 2 năm 1947 thì ông bị chính phủ triệu về và Émile Bollaert sang thay.
Đối với người Việt D'Argenlieu có một số quyết định gây nhiều trở ngại cho việc thống nhất quốc gia, trong đó đáng kể là nghị định thành lập Nam Kỳ Quốc và Xứ Thượng Nam Đông Dương.

## Tác phẩm
- La Croix de la Libération, Paris 1951
- Chroniques d'Indochine 1945-1947, Paris 1985
- Souvenirs de Guerre: juin 1940-janvier 1941, Paris 1973